# 竇絙
竇絙（？年—？年），字漢文，又字青岩，河南歸德府柘城縣人，乾隆二十一年（1756年）丙子科舉人，習易經，乾隆二十五年會試中式第132名，乾隆二十八年（1763年）進士，乾隆三十八年（1773年）任四川鄰水縣知縣，南溪縣知縣，四十七年署任酉陽州知州。《中州先哲傳·文苑》有傳。有著作《游蜀詩鈔》，見《中州藝文錄》20著錄。